# رود یانا (دریای اختسک)
رود یانا (انگلیسی: Yana) یک رودخانه در استان ماگادان کشور روسیه است.